# Gillellus inescatus
Gillellus inescatus är en fiskart som beskrevs av Williams 2002. Gillellus inescatus ingår i släktet Gillellus och familjen Dactyloscopidae. Inga underarter finns listade i Catalogue of Life.